# 卡什卡里夫卡
47°58′41″N 34°21′24″E / 47.97806°N 34.35667°E
卡什卡里夫卡（烏克蘭語：Кашкарівка），是烏克蘭中部第聶伯羅彼得羅夫斯克州第聶伯羅區新波克罗夫卡市镇内的村落。分別距離米科洛-穆西伊夫卡1公里和米羅皮爾2.5公里，海拔高度105米，2001年人口31。